# Cecropia dealbata
Cecropia dealbata är en nässelväxtart som beskrevs av Benjamin Samuel Williams. Cecropia dealbata ingår i släktet Cecropia och familjen nässelväxter. Inga underarter finns listade i Catalogue of Life.